# Cane da seguita
Il cane da seguita è il cane utilizzato nella caccia omonima di animali selvatici da pelo di grande e piccola taglia. Il compito del cane da seguita è di lavorare sulla traccia fresca e, attraverso il fiuto di odori delle tracce lasciate dal selvatico sul terreno, iniziare la ricerca, per poi mandare la possibile preda verso il cacciatore.

## Il lavoro del segugio in ambito venatorio
I cacciatori durante le battute di caccia di solito usano una muta di segugi; può essere utilizzata una coppia o un singolo in base a come si organizza il lavoro, ma anche in base al territorio di caccia. Di solito è meglio che si individui la capacità di ogni cane e che lo si specializzi in una fase di caccia, in modo che ognuno svolga il proprio compito, senza disturbare gli altri. 
La caccia si divide in quattro fasi: 
- La prima, chiamata "la cerca", avviene naso a terra: il cane non deve mai tornare indietro sulle tracce della pista ma sempre andare avanti fino ad arrivare a rintracciare la preda, qualsiasi sia la condizione meteo. Un buon cane segugio non deve essere impulsivo ma deve seguire le tracce con cautela e non farsi influenzare da quelle di odore più forte. È importante che ci sia intesa con il compagno o con i compagni di muta [1], per comunicare il rintracciamento della preda e poterla indirizzare verso il cacciatore.

- La seconda è "l'accostamento". Il cane che ha questa capacità è molto intelligente, agile e sicuro: deve muoversi accuratamente mantenendo l'attenzione alzando la testa da terra e richiamando l'attenzione del conduttore attraverso la voce.

- La terza fase è "lo scovo". In una muta efficace dovrebbero essere presenti almeno due cani adibiti a questo scopo: uno che opera nel folto bosco e l'altro nel pulito nel caso in cui si perda di vista la preda.

- La quarta, "la seguita", è simile alla fase di scovo, poiché viene rintracciato il selvatico fuggito. L'ausiliare che ha questa funzione è in grado, attraverso l'olfatto, di trovare la preda e metterla sulla pista del cacciatore, per terminare positivamente la battuta di caccia. Oltre ai compiti espressi qua sopra può essere presente il cane di testa, che all'interno di una muta deve essere uno solo. Il cane di testa ha doti notevoli in tutte le possibili qualità di un cane segugio: riesce ad avere un raggio di controllo più ampio di tutti gli altri e nonostante eccella, non è indispensabile.

I segugi hanno una peculiarità, il tono della voce, che può variare in base al loro ritrovamento ed essere differenziato in base alla preda. Questa dote serve per comunicare con il conduttore che nel momento in cui sente il suono emesso dal cane si posiziona, in attesa dell'arrivo del selvatico.

## Le razze
Le razze riconosciute dall'ENCI per i cani da seguita sono:
- Alpenlaendische Dachsbracke[2]
- Anglo Français de Petite Venerie[3]
- Ariégeois[4]
- Basset blue de Gascogne[5]
- Basset hound[6]
- Basset Artesian Normand[7], Basset fauve de Bretagne[8]
- Beagle[9], Beagle-harrier[10]
- Billy[11]
- Black and Tan Coonhound[12]
- Bloodhound o Cane di sant'Uberto[13]
- Briquet Griffon Vendeen[14]
- Chien D'Artois[15]
- Drever[16]
- Dunker[17]
- Foxhound[18], Foxhound Americano[19]
- Français Blanc e Noir[20], Français Blanc e Orange[21], Français Tricolore[22]
- Grand Basset Griffon Vendeen[23], Grand Bleu De Gascogne[24], Grand Griffon Vendeen[25]
- Griffon bleu de Gascogne[26], Griffon Fauve De Bretagne[27], Griffon Nivernais[28]
- Haldenstovare[29]
- Harrier[30]
- Hyghenhund[31]
- Otterhound[32]
- Petit Basset Griffon Vendeen[33], Petit Bleu de Gascogne[34]
- Piccolo Segugio Della Svizzera[35]
- Poitevin[36]
- Porcelaine[37]
- Sabueso español[38]
- Schiller stovare[39]
- Segugio svizzero[40], Segugio austriaco nero focato[41], Segugio della Bosnia a pelo duro [42]
- Segugio della Stiria a pelo ruvido[43]
- Segugio della Transilvania[44]
- Segugio della Vestfalia[45]
- Segugio dell'Appennino[46]
- Segugio dell'Istria a pelo duro[47] e Segugio dell'Istria a pelo raso[48]
- Segugio ellenico[49]
- Segugio finlandese[50]
- Segugio italiano a pelo forte [51] e Segugio italiano a pelo raso[52], segugio maremmano[53]
- Segugio polacco[54]
- Segugio serbo[55]
- Segugio posavatz[56]
- Segugio tedesco[57]
- Segugio tirolese[58]
- Segugio tricolore Jugoslavo[59] e Segugio tricolore Jugoslavo da montagna[60]
- Slovensky kopov[61]
- Smaalandsstovare[62]

## L'addestramento dei cani da seguita
I segugi hanno grandi doti che emergono spontaneamente. Il momento giusto per iniziare l'allenamento e l'addestramento non è molto importante ma è consigliato al settimo mese di età del cane e deve essere effettuato lungo tutto il corso dell'anno; il segugio è forse il cane che meno necessita di addestramento , ma è necessario avere una buona conoscenza dei propri cani, sia in ambito venatorio che nella vita di tutti i giorni. Come per ogni altro tipo di cane, la prima fase consiste nell'educazione di base che permette di gestire il cane quotidianamente e durante le battute di caccia poiché l'istinto potrebbe portarlo a seguire i selvatici anche quando non dovrebbe e sfuggire al controllo del conduttore. I comandi principali sono: "vieni", "seduto", "terra", "resta", "dietro" e la camminata al guinzaglio. Il comando di richiamo del cacciatore può essere effettuato non solo con la voce ma anche utilizzando altri mezzi, come per esempio un fischietto. Il padrone deve sempre mantenere la propria autorità ed essere paziente per ottenere un buon rendimento. 
L'addestramento specialistico consiste nel permettere al cane di scovare la selvaggina portandolo in diversi territori; è ottimale portare il cane in luoghi dove è presente la lepre se si vuole specializzare il cane alla seguita della lepre così non può essere distratto da altri animali; questo tipo di attività permette al cane di avere contatto con la possibile preda ed iniziare a individuarla. Questo allenamento permette al cane di acquisire padronanza, la quale consente di poter svolgere nel modo migliore il lavoro. Il percorso di addestramento con la muta può essere iniziato verso il primo anno di età del cane; il compito del conduttore o canettiere è di far eseguire comandi diversi a ogni cane e di riuscire a richiamarli. Il modo migliore per addestrare i cani alla seguita e ottenere una buona muta equilibrata è portarli sui terreni di caccia e metterli alla prova, osservandoli per capire che ruolo dare a ciascun componente della squadra.